# Улица Володарского (Оренбург)
Улица Волода́рского — одна из магистральных улиц в центре Оренбурга.

## История
Улица возникла вместе с основанием Оренбургской крепости. C 1863 по 1919 годы носила название Инженерной улицы. Названа в честь Моисея Марковича Володарского (Гольдштейн) (1891—1918), активного участника Октябрьского вооруженного восстания, петроградского комиссара по делам печати, пропаганды и агитации, редактора «Красной газеты».

## Расположение
Имеет направление с запада на восток от улицы Гая до улицы Богдана Хмельницкого. Протяжённость около 1,25 км.

## Застройка

### Здания культуры
- Дом культуры имени Ф. Э. Дзержинского. Улица Кобозева, 43.
- Оренбургский государственный цирк. Улица Кобозева, 45.
- Галерея Оренбургский пуховый платок. Улица Володарского, 13.
- Оренбургский государственный татарский драматический театр имени Мирхайдара Файзи. Улица Володарского, 10.
- Оренбургский государственный академический русский народный хор. Улица Володарского, 10.

### Памятники истории и архитектуры[3][4]
- № 1 — Богадельня С. и М. Ивановых. Время постройки: середина XIX в.
- № 2 — Особняк. Время постройки: 4-я четверть XIX в.
- № 4 — Особняк. Время постройки: рубеж XIX - XX вв.
- № 6 — Особняк. Время постройки: рубеж XIX - XX вв.
- Дом Советов. 1930-е гг.
- № 10 — Дом купца В.Н. Ладыгина. 1860-1880-е гг., 2 половина XIX - начало XX вв.
- № 12 — Дом купчихи Е.В. Мазовой. 1879 г.
- № 14 — Дом В.Н. Николаева. 1907-1908 гг.
- № 15 — Управление оренбургской инженерной дистанции. 1880-1882 гг.
- № 19 — Типичный образец городской застройки. Время постройки: конец XIX - начало XX вв.
- № 31 — Усадьба С.Г. Фролова. Время постройки: начало XX в.
- № 37 — Памятник сталинского классицизма. Жилой комплекс для высшего офицерского состава. Середина ХХ в.

### Памятники
- Памятник Александру Зассу (Самсону). Около цирка.

### Парки
- Сквер у Дома Советов.

### Спорт
- ГБУ СШОР № 5. Улица Гая, 18.
- Спортивный клуб Надежда. Улица Гая, 18.

### Торговля
- Дом быта.
- Центральный рынок.

### Другие значимые здания и организации
- Российский союз молодёжи. Улица Володарского, 5.
- Министерство образования Оренбургской области. Улица Володарского, 11.
- Сбербанк. Улица Володарского, 16.
- Оренбургский государственный колледж. Улица Володарского, 31-33.